# Waking Up
Waking Up is het tweede studioalbum van de Amerikaanse band OneRepublic, en is de opvolger van het debuutalbum Dreaming Out Loud uit 2007. Het album werd op 17 november 2009 in de Verenigde Staten uitgebracht. All the Right Moves werd uitgebracht als de eerste single. Secrets werd echter als leadsingle in Duitsland en Oostenrijk uitgebracht omdat deze gebruikt werd op de soundtrack van Zweiohrküken. Het nummer Marchin' On werd geremix door Timbaland en op diens album Timbaland Presents Shock Value II geplaatst, net als Apologize van Dreaming Out Loud in een gemixte versie op Timbaland Presents Shock Value werd gezet.

## Tracklist
| Nr. | Titel                 | Schrijver(s)                                   | Producer(s)                   | Duur  |
| --- | --------------------- | ---------------------------------------------- | ----------------------------- | ----- |
| 1.  | Made for You          | Ryan Tedder, Brent Kutzle                      | Tedder, Kutzle                | 04:18 |
| 2.  | All the Right Moves   | Tedder                                         | Tedder, Andy Prickett, Kutzle | 03:58 |
| 3.  | Secrets               | Tedder                                         | Tedder, Prickett              | 03:45 |
| 4.  | Everybody Loves Me    | Tedder, Prickett, Kutzle                       | Tedder, Kutzle                | 03:34 |
| 5.  | Missing Persons 1 & 2 | Tedder                                         | Tedder                        | 04:59 |
| 6.  | Good Life             | Tedder, Kutzle, Noel Zanacanella, Eddie Fisher | Tedder, Kutzle, Zanacanella   | 04:13 |
| 7.  | All This Time         | Tedder, Prickett, Kutzle                       | Tedder, Kutzle                | 04:03 |
| 8.  | Fear                  | Tedder                                         | Tedder                        | 03:48 |
| 9.  | Waking Up             | Tedder, Drew Brown                             | Tedder                        | 06:09 |
| 10. | Marchin On            | Tedder                                         | Tedder                        | 04:13 |
| 11. | Lullaby               | Tedder, Kutzle                                 | Tedder, Prickett, Kutzle      | 04:38 |

| Nr. | Titel        | Schrijver(s)                | Producer(s)     | Duur  |
| --- | ------------ | --------------------------- | --------------- | ----- |
| 12. | Passenger    | Tedder                      | Mikal Blue      | 04:00 |
| 13. | It's a Shame | Tedder                      | Charles Pollard | 04:51 |
| 14. | Trap Door    | Tedder, Tim Myers           | Blue            | 03:54 |
| 15. | Sucker Punch | Tedder, Zach Filkins, Myers | Blue            | 04:26 |

## Hitnotering

### NederlandseAlbum Top 100
| Hitnotering: (Week 1) 14-08-2010 Hitnotering: (Week 2) 04-09-2010 | Hitnotering: (Week 1) 14-08-2010 Hitnotering: (Week 2) 04-09-2010 | Hitnotering: (Week 1) 14-08-2010 Hitnotering: (Week 2) 04-09-2010 | Hitnotering: (Week 1) 14-08-2010 Hitnotering: (Week 2) 04-09-2010 | Hitnotering: (Week 1) 14-08-2010 Hitnotering: (Week 2) 04-09-2010 |
| Week:                                                             | 1                                                                 |                                                                   | 2                                                                 |                                                                   |
| ----------------------------------------------------------------- | ----------------------------------------------------------------- | ----------------------------------------------------------------- | ----------------------------------------------------------------- | ----------------------------------------------------------------- |
| Positie:                                                          | 88                                                                | uit                                                               | 99                                                                | uit                                                               |